# Henrich von Ittersum
Henrich von Ittersum († 1660) war Ritter des Deutschen Ordens.
Bereits 1625 in die Ballei Westfalen des Deutschen Ordens aufgenommen, wurde er bereits 1625 zum Komtur von Osnabrück ernannt. Seit 1629 als Komtur in Brackel, wurde er 1638 Komtur von Welheim und 1651 Komtur von Waldenburg. Im Jahre 1652 kurz zum Komtur von Münster ernannt, wurde er 1653/54 erneut Komtur in Welheim.